# داتوس
داتوس أو داتو كان زعيمًا لومبارديًا من باري وصهر ميلوس من باري. انضم إلى صهره في التمرد اللومباردي عام 1009 على السلطة البيزنطية في جنوب إيطاليا. بعد فشل التمرد فر وميلوس من باري بضغط من أهالي المدينة.